# Raliczewo
Raliczewo (bułg. Раличево) – wieś w Bułgarii, w obwodzie Kyrdżali, w gminie Krumowgrad. W 2024 roku liczyła 98 mieszkańców.